# Южная Рыба
Ю́жная Ры́ба (лат. Piscis Austrinus, PsA) — созвездие южного полушария неба. Занимает на небе площадь в 245,4 квадратного градуса, содержит 43 звезды, видимые невооружённым глазом. Самая яркая звезда — Фомальгаут.

## Условия наблюдения
Наблюдается в центральных и южных районах России, полная видимость в южных районах, на широтах южнее 53° северной широты Видимость главной звезды созвездия Фомальгаута начинается на широте 60°23' северной широты (немного севернее широты Санкт-Петербурга), удовлетворительно эта звезда видна южнее 52° северной широты (это широта города Балаково, где находится Саратовская ГЭС). Лучший месяц для наблюдения — сентябрь.

## История и мифология
Южная Рыба — древнее созвездие, в котором ещё вавилоняне видели рыбу.
В египетской мифологии рыба спасла жизнь богини Исиды, за что получила место на небе среди других созвездий
У греков созвездие стало встречаться около 500 года до нашей эры. По версии Ктесия, рыба жила в озере возле города Бамбика и однажды спасла жизнь богини Деркето, которая упала в водяной поток, и поэтому рыба была помещена на небеса. Созвездие включено в каталог звёздного неба Клавдия Птолемея «Альмагест».

## Примечательные объекты

### Звёзды
Древние астрономы наблюдали в созвездии 12 звёзд, хотя сейчас некоторые из них относятся к созвездиям Журавля и Микроскопа. Птолемей относил Фомальгаут одновременно к этому созвездию и к Водолею.
При составлении своего каталога Байер отмечал звёзды от альфы до мю, но потом эти обозначения менялись: Лакайль, наблюдая это созвездие в более подходящих широтах, добавил несколько звёзд, Каппа Южной Рыбы стала Гаммой Микроскопа, а Боде добавил тау и ипсилон.
В каталоге Флемстида к созвездию относилось 24 звезды, однако первые четыре стали частью Микроскопа. В современных границах созвездия находится 47 звёзд ярче 6,5m.
Самая яркая звезда созвездия — Фомальгаут. Это также 18-я по яркости звезда ночного неба со звёздной величиной 1,16m, находящаяся на расстоянии 25 световых лет. Её масса почти в 2 раза больше, чем у Солнца, а светимость превышает солнечную в 16 раз. Кроме того, на орбите вокруг Фомальгаута есть остаточный диск, а его планета Фомальгаут b стала первой, открытой визуальными наблюдениями в оптическом диапазоне. На широте +50° Фомальгаут заходит почти одновременно с восходом Сириуса, а восходит почти сразу же после захода Антареса.
Следующая по яркости звезда, Эпсилон Южной Рыбы, имеет звёздную величину лишь 4,17m.
Кроме Фомальгаута, экзопланеты были обнаружены ещё у пяти звёзд: HD 205739, HD 216770, HD 207832, WASP-112 и WASP-124.

### Объекты глубокого космоса
NGC 7172, NGC 7174 и NGC 7314 — три галактики со звёздными величинами 11,9, 12,5 и 10,9 соответственно. Еще одна спиральная галактика, NGC 7259 — спиральная галактика, в которой в 2009 году наблюдалась сверхновая.
Галактика PKS 2155-304 с красным смещением z = 0,116 — одна из ближайших к нам лацертид.